# Досмухамедов, Хуршид Набиевич
Хуршид Набиевич Досмухамедов (8 января 1951, Ташкент, Узбекская ССР) — узбекский журналист и политический деятель, доктор филологических наук, депутат Законодательной палаты Олий Мажлиса Республики Узбекистан IV созыва. Член Демократической партии Узбекистана «Миллий Тикланиш».

## Биография
Окончил Ташкентский государственный университет (ныне Национальный университет Узбекистана).
В 2020 году избран в Законодательную палату Олий Мажлиса Республики Узбекистан IV созыва, а также назначен на должность члена Комитета по вопросам инновационного развития, информационной политики и информационных технологий Законодательной палаты Олий Мажлиса Республики Узбекистан.

## Награды
- Медаль «Шухрат» (1997 год)
- Орден «Дустлик» (2006 год)